# Kfar Vitkin
Kfar Vitkin (hebrejsky כְּפַר וִיתְקִין, doslova „Vitkinova vesnice“, v oficiálním přepisu do angličtiny Kefar Vitkin) je vesnice typu mošav v Izraeli, v Centrálním distriktu, v Oblastní radě Emek Chefer.

## Dějiny
Kfar Vitkin byl založen v roce 1933. Mošav je pojmenován po sionistickém aktivistovi Josefu Vitkinovi. Už 1. února 1930 se v tomto regionu usadila první skupina 20 osadníků. Jako své obydlí používali starý kamenný dům na pahorku jižně od současné vesnice (tento dům nazývaný בית-הראשונים, Bejt ha-Rišonim je dnes turistickou pamětihodností). První osadníci zde prováděli meliorační práce a zahájili zemědělské obdělávání této dosud močálovité oblasti. V letech 1931-1932 sem dorazily další rodiny a zahájily výstavbu domů. V roce 1933 se pak obyvatelé začali stěhovat do trvalých obydlí v nynější lokalitě.
Dne 20. června 1948 přistála u mošavu, během příměří uprostřed izraelské války za nezávislost, nákladní loď Altalena, která přivážela Irgunu z Francie velké množství zbraní, munice a dobrovolníků. Jelikož se však Irgun odmítl podřídit autoritě vlády a předat zbraně a munici armádě, nařídil premiér Ben Gurion armádě zabránit vyložení nákladu. Při tom došlo u Kfar Vitkinu k přestřelce mezi irgunisty a vojáky, při které padlo osm osob. Loď však zvládla odplout a zamířila na jih k Tel Avivu, kde byla druhý den potopena při další přestřelce.
Před rokem 1949 měl Kfar Vitkin rozlohu katastrálního území 3777 dunamů (3,777 kilometru čtverečního).
V obci se nachází 150 rodinných farem, další rodiny zde pobývají jako rezidenti, bez vazby na zemědělský způsob obživy. Zemědělství ale zůstává dominantním rysem místní ekonomiky.

## Geografie
Leží v nadmořské výšce 16 metrů v hustě osídlené a zemědělsky intenzivně využívané pobřežní nížině respektive Šaronské planině. Severním směrem nedaleko od vesnice protéká vodní tok Nachal Alexander.
Obec se nachází 1 kilometr od břehu Středozemního moře, cca 34 kilometrů severoseverovýchodně od centra Tel Avivu, cca 49 kilometrů jihojihozápadně od centra Haify a 8 kilometrů jihozápadně od města Chadera. Kfar Vitkin obývají Židé, přičemž osídlení v tomto regionu je etnicky převážně židovské. Vesnice vytváří společně s okolními obcemi Bejt Cherut, Chofit a Bejt Janaj jeden souvislý urbanistický celek.
Kfar Vitkin je na dopravní síť napojen pomocí lokální silnice číslo 5710, lokální silnice číslo 5720 a dalších místních komunikací v rámci zdejší aglomerace zemědělských vesnic. Na západním okraji obec míjí dálnice číslo 2.

## Demografie
Podle údajů z roku 2014 tvořili naprostou většinu obyvatel v Kfar Vitkin Židé (včetně statistické kategorie "ostatní", která zahrnuje nearabské obyvatele židovského původu ale bez formální příslušnosti k židovskému náboženství).
Jde o menší sídlo vesnického typu s dlouhodobě rostoucí populací. K 31. prosinci 2014 zde žilo 2041 lidí. Během roku 2014 populace stoupla o 0,9 %.
| Rok            | 1948 | 1961 | 1972 | 1983 | 1995 | 2001 | 2003 | 2004 | 2005 | 2006 | 2007 | 2008 | 2009 | 2010 | 2011 | 2012 | 2013 | 2014 |
| -------------- | ---- | ---- | ---- | ---- | ---- | ---- | ---- | ---- | ---- | ---- | ---- | ---- | ---- | ---- | ---- | ---- | ---- | ---- |
| Počet obyvatel | 1362 | 808  | 789  | 790  | 1018 | 1380 | 1507 | 1545 | 1620 | 1711 | 1720 | 1741 | 1994 | 2018 | 2026 | 2021 | 2023 | 2041 |